# Pom
El pom es un plato típico de la gastronomía de Surinam. Se prepara cociendo al horno una preparación a base de pollo, cítricos y pomtajer (producto similar al taro).
Es muy popular en Surinam, habiéndose popularizado también en los Países Bajos. El pom es muy popular como platillo que se ofrece en fiestas, cumpleaños y festejos. En Surinam se cree su origen se remonta a la comunidad criolla y/o judía. 

## Preparación
Los tres principales ingredientes son: pollo, jugos de cítricos y pomtajer. Solo este último es nativo de Surinam, y aunque todas las partes de la planta son comestibles, solo la sección subterránea del tallo principal se utiliza para preparar pom. El tallo principal o corm a menudo es denominado pomtajer o pongtaya.
Para prepara el pom en una fuente se colocan trozos de pollo fritos con ajo, pimienta y especias entre dos capas de pomtajer rallado crudo el cual se mezcla con jugo de cítricos y una salsa preparada con aceite o margarina, cebollas, tomates, apio, sal, pimienta y nuez moscada. La preparación se cuece al horno durante una hora o hasta que el pom toma un color dorado. Una vez asado, el pom se corta en trozos y es servido caliente con arroz y vegetales o se lo enfría y se lo sirve entre rodajas de pan en forma de sándwich.